# Guerra veneciano-genovesa
La guerra veneciano-genovesa fou un conflicte entre la República de Gènova i la República de Venècia lluitat al mar Egeu pel control del mediterrani oriental entre 1350 i 1355, fou guanyat per Gènova.

## Antecedents
Des de 1348 la República de Gènova estava en guerra amb l'emperador romà d'Orient Joan VI Cantacuzè a Gàlata i Quios, i el 1350 es va trobar en guerra amb la República de Venècia, que tracten d'eliminar l'activitat mercantil de Gènova a la Mediterrània oriental. Com Gènova havia ajudat els adversaris de la Corona d'Aragó a Sardenya, Pere el Cerimoniós va entrar a la guerra del costat de Venècia i de l'Imperi Romà d'Orient. Gènova es va veure forçada a una aliança amb l'Imperi Otomà i fins i tot van assaltar Constantinoble. El Papa Climent VI va tractar d'evitar la lluita, però sense efecte.
L'any 1350, emissaris del dux de Venècia van proposar una confederació a Pere el Cerimoniós contra Gènova, i els genovesos, coneixedors de l'oferta dels venecians es van presentar immediatament davant del rei per oferir-li la confirmació de la pau que es va signar el 1336. El 16 de gener de 1351, un tractat va ser signat a Perpinyà entre la República i la Corona d'Aragó "per la confusió, la destrucció i l'extermini final dels genovesos.", pel que la Corona d'Aragó comandaria les accions a la Mediterrània occidental i la República de Venècia a l'oriental.

## La guerra
Les hostilitats s'iniciaren amb el saqueig de la colònia genovesa de Pera, poc després, el 15 d'agost una armada genovesa de seixanta-dos galeres sota el comandament de Paganino Doria va assetjar la fortalesa veneciana d'Òreos, a l'illa de Negrepont, on s'allotjava Nicolau Pisani. Amb la seguretat que l'aliança era ferma, i encara que els preparatius anaven a poc a poc, el 3 d'agost, Pere el Cerimoniós va enviar una carta de desafiament a Gènova declarant la guerra i un cos de tres-cents cavallers i un gran contingent d'infanteria va ser enviat des del Ducat d'Atenes socórrer els venecians i trenta-tres galeres comandades per Ponç de Santa Pau, aixecant el setge el 20 d'octubre de 1351, i, conjuntament amb l'estol venecià, derrotant els genovesos comandats per Paganino Doria en la batalla del Bòsfor el 13 de febrer del 1352, amb moltes baixes per culpa de la indecisió de l'almirall venecià i la inexperiència en aquelles aigües del català. Contra l'opinió de l'emperador, que volia endegar un atac final contra Gàlata, Nicolau Pisani va optar per romandre al Bòsfor a esperar les ordres de Venècia i l'abril va marxar.
L'almirall Ponç de Santa Pau morí a causa de les ferides el 9 de març, sent substituït provisionalment per Bonanat Descoll fins al nomenament de Mateu Mercer, i només sobrevisqueren deu de les galeres catalanes, que tornaren a Catalunya, a més, l'atac va provovar un canvi d'aliances de l'emperador Joan VI Cantacuzè, pressionat pels genovesos amb el suport dels otomans donant el monopoli dels ports orientals amb un tractat signat el 6 de maig de 1652, i això a la vegada va provocar el fallit setge de Pera el 1352.
La derrota genovesa a la batalla naval de Port del Comte va permetre la conquesta de l'Alguer a Bernat II de Cabrera, que va deixar de capità Gispert de Castellet amb una guarnició i va marxar amb els presoners, les galeres pròpies i les capturades en direcció a Càller, però tan bon punt Bernat de Cabrera va marxar, la ciutat es rebel·là massacrant la guarnició, i Gispert de Castellet va fugir. Quan va conèixer la situació a l'Alguer, Bernat II de Cabrera va atacar derrotant els revoltats en la batalla de Quart, però va ordenar evacuar l'illa davant de la importància de la revolta. Tement la resposta catalana, Gènova va enviar un nombrós contingent toscà, genovès i llombard, però Pere el Cerimoniós va conquerir l'Alguer l'any següent, signant la Pau de Sanluri que establia la partició de Sardenya.
La derrota al Port del Comte i la set de venjança va obligar a la República de Gènova a sotmetre's a Joan Visconti, senyor de Milà, que finançà una flota amb la qual va enviar Paganino Doria de retorn a Orient. La flota genovesa comandada per Paganino Doria va capturar trenta-cinc galeres, l'almirall venecià Nicolau Pisani i cinc mil presoners a la batalla naval de Zonklon i provocant la destitució del dux Marino Faliero.
Joan Gradenigo dos mesos després de la seva elecció com a dux de Venècia va ser capaç de negociar un tractat de pau millor que la seva posició militar hauria suposat per la república de Venècia.

## Conseqüències
Mort el dux Joan Gradenigo el 1356, el va succeir Giovanni Dolfino i els hongaresos van envair Dalmàcia, apoderant-se de la part oriental d'Hercegovina i van permetre que Vojeslav Vojnov es fes autònom a la part occidental amb el títol de comte. L'any següent els hongaresos van establir-se a Zara i altres llocs de Dalmàcia abans sota domini venecià. Quan el 1358 les autoritats de Zara van anunciar que acceptaven el protectorat hongarès, altres ciutats i illes dàlmates van seguir l'exemple i Venècia es va veure abocada a signar Tractat de Zara.
Simone Boccanegra, que va pujar al poder de la República de Gènova després de la guerra veneciano-genovesa, es va aliar amb el Regne de Castella per atacar la Corona d'Aragó, amb un estol de galeres comandades per Egidi Boccanegra que va atacar Guardamar el 1358, i Barcelona l'any següent.
Les disputes de la República de Venècia amb la República de Gènova van continuar en la guerra de Chioggia entre 1378 i 1381, pel control de l'illa de Tenedos al mar Egeu, arran que Joan V Paleòleg i Andrònic IV Paleòleg, els dos aspirants al tron de l'Imperi Romà d'Orient havien atorgat el control de l'illa a cada una de les Repúbliques a canvi del seu suport. La guerra es lluità fonamentalment a Itàlia, en la qual la victòria en la batalla de Chiggia va permetre la supervivència veneciana, però ambdues flotes van quedar extremadament afeblides, permetent el domini otomà. Les tensions entre la República de Venècia i la República de Gènova van tornar a augmentar el 1402, però la inestabilitat interna genovesa va fer que la derrota a la batalla de Modon de 1403 fos l'últim gran repte que els genovesos van oferir a l'hegemonia marítima veneciana i al seu domini de les rutes comercials orientals.